# Ammiraglio Cagni (1941)
| «Амміральйо Каньї»                                                    | «Амміральйо Каньї» | «Амміральйо Каньї» |
| --------------------------------------------------------------------- | --- | --- |
| Ammiraglio Cagni                                                      | | |
|                                                                       | | |
| Італійський підводний човен «Амміральйо Каньї»                        | | |
| Верф                                                                  | CRDA, Монфальконе | CRDA, Монфальконе |
| Під прапором                                                          | Королівство Італія | Королівство Італія |
| Належність                                                            | Королівські військово-морські сили Італії | Королівські військово-морські сили Італії |
| Порт приписки                                                         | BETASOM | BETASOM |
| На честь                                                              | Умберто Каньї | Умберто Каньї |
| Закладений                                                            | 16 вересня 1939 | 16 вересня 1939 |
| Спуск на воду                                                         | 20 липня 1940 | 20 липня 1940 |
| Введений до складу флоту                                              | 1 квітня 1941 | 1 квітня 1941 |
| Виведений зі складу флоту                                             | 1 лютого 1948 | 1 лютого 1948 |
| На службі                                                             | 1941—1948 | 1941—1948 |
| Сучасний статус                                                       | 1 лютого 1948 року списаний на брухт | 1 лютого 1948 року списаний на брухт |
| Бойовий досвід                                                        | Друга світова війна Битва на Середземному морі Битва за Атлантику                                                                                 | Друга світова війна Битва на Середземному морі Битва за Атлантику                                                                                 |
| Проєкт                                                                | | |
| Тип ПЧ                                                                | великий океанський підводний човен | великий океанський підводний човен |
| Основні характеристики                                                | | |
| Швидкість (надводна)                                                  | 17 вузлів (32 км/год) | 17 вузлів (32 км/год) |
| Швидкість (підводна)                                                  | 8,5 вузла (15 км/год) | 8,5 вузла (15 км/год) |
| Робоча глибина занурення                                              | 110 м | 110 м |
| Дальність плавання                                                    | 10700 миль (17220 км) на швидкості 7,5 вузлів у надводному положенні 107 миль (190 км) на швидкості 3,5 вузла (6,5 км/год) у підводному положенні | 10700 миль (17220 км) на швидкості 7,5 вузлів у надводному положенні 107 миль (190 км) на швидкості 3,5 вузла (6,5 км/год) у підводному положенні |
| Екіпаж                                                                | 78 офіцерів та матросів | 78 офіцерів та матросів |
| Розміри                                                               | | |
| Довжина найбільша (по КВЛ)                                            | 87,8 м | 87,8 м |
| Ширина корпусу найб.                                                  | 7,974 м | 7,974 м |
| Середня осадка (по КВЛ)                                               | 5,86 м | 5,86 м |
| Водотоннажність надводна                                              | 1702,525 т | 1702,525 т |
| Водотоннажність підводна                                              | 2184,73 т | 2184,73 т |
| Силова установка                                                      | | |
| Дизель-електрична: 2 × дизельних двигуни FIAT 2 × електродвигуни CRDA | | |
| Гвинти                                                                | 2 | 2 |
| Потужність                                                            | 4370 к. с. (дизельні двигуни) 1280 к. с. (електродвигуни)                                                                                         | 4370 к. с. (дизельні двигуни) 1280 к. с. (електродвигуни)                                                                                         |
| Озброєння                                                             | | |
| Артилерія                                                             | 2 × 100-мм корабельні гармати OTO Mod. 1924/1927/1928                                                                                             | 2 × 100-мм корабельні гармати OTO Mod. 1924/1927/1928                                                                                             |
| Торпедно- мінне озброєння                                             | 8 × 450-мм торпедних апаратів 38 торпед | 8 × 450-мм торпедних апаратів 38 торпед |
| ППО                                                                   | 2 × 12,7-мм зенітних кулемети Breda Model 1931 | 2 × 12,7-мм зенітних кулемети Breda Model 1931 |

«Амміральйо Каньї» (італ. Ammiraglio Cagni) — військовий корабель, великий дизель-електричний океанський підводний човен типу «Амміральї» Королівських ВМС Італії часів Другої світової війни. 

## Історія створення
«Амміральйо Каньї» був закладений 16 вересня 1939 року на верфі компанії CRDA у Монфальконе. 20 липня 1940 року він був спущений на воду, а 1 квітня 1941 року увійшов до складу Королівських ВМС Італії.
Свою назву отримав на честь адмірала, політика та полярного дослідника Умберто Каньї.

## Історія служби
«Амміральйо Каньї» входив до складу підводних човнів італійського Королівського флоту, що базувалися на базі BETASOM і призначалися до спільного патрулювання з німецькими субмаринами Атлантичного океану.
Загалом човен здійснив 5 бойових місій у Середземному морі, 5 транспортних місій (доставивши до місця призначення загалом 419,5 тонн паливних банок, 328,5 тонн боєприпасів і 147,5 тонн припасів) і 16 перекидних місій, загалом 11 638 миль навігації на поверхні та 570 підводних миль.
Після циклу адаптаційних робіт до умов океану його відправили для дій в Атлантику (і, за можливості, передбачалося застосувати в наступальних операціях також і в Індійському океані).
У ніч з 8 на 9 вересня 1943 року, коли було оголошено перемир'я, підводний човен перебував у 720 милях на південний схід від Маврикія (і приблизно в 1800 милях від Сінгапуру) і змінив курс, але рухаючись дуже повільно, чекаючи додаткової інформації для прояснення ситуації. 12 вересня командир Джузеппе Розеллі Лоренціні, незважаючи на запрошення капітана Енцо Гроссі, командира BETASOM, продовжити битися на боці німців — вирішив виконати наказ про капітуляцію перед союзниками. 20 вересня 1943 року «Каньї» прибув до Дурбану, отримавши військові почесті.
8 листопада 1943 року підводний човен вийшов, щоб повернутися до Італії, і, слідуючи маршрутом Дурбан-Момбаса-Аден-Порт-Саїд-Хайфа-Таранто, «Каньї» повернувся на італійську базу 2 січня 1944 року.
Згодом підводний човен використовувався, базуючись у Палермо.
1 лютого 1948 року списаний, він був відправлений на брухт.